# ドン・キホーテ (未完成映画)
この項目では、小説『ドン・キホーテ』を原作として、1955年から1969年までオーソン・ウェルズによって監督・制作された未完成の映画プロジェクトについて扱う。

## テレビ版
『ドン・キホーテ』の最初の企画は、CBSのための30分の映像であった。ウェルズは、セルバンテスの小説通りの移植ではなく、時代錯誤そのもののドン・キホーテとサンチョ・パンサのキャラクターを現代に持ち込むことにした。ウェルズは、インタビューの中で自らのアイデアをこう語っている。「俺のドン・キホーテとサンチョ・パンサは、セルバンテスからそのまま伝統的に引っぱってきたものだが、にもかかわらず現代的だ」
ウェルズはドン・キホーテ役のミシャ・オウアのテスト映像を撮影したが、未編集フィルムを見たCBSの代理人は、ウェルズのコンセプトを気に入らず、プロジェクトを中止した（オウアのテスト映像は現存しないとされる）。ウェルズは、ドン・キホーテの企画を長編映画に拡張して進めることを決めた。歌手・俳優のフランク・シナトラはこの新しい映画に2万5千ドルを投資し、ウェルズ自身も役者としての収入から追加の自己投資を行った。

## 製作
1958年、ウェルズは長編版の『ドン・キホーテ』の制作のためにメキシコシティに向かった。ドン・キホーテ役にスペイン人俳優フランシスコ・レイグエラ、サンチョ・パンサ役にはエイキム・タミロフを起用した。タミロフは以前にもウェルズの映画『Mr.アーカディン』に出演していた。また子役としてパティ・マコーマックを、メキシコシティを訪れるアメリカ人の少女役で起用した。少女の滞在中、ウェルズ（自身を演じる）と出会い、それからドン・キホーテとサンチョ・パンサに出会うという役どころだった。
ウェルズは脚本を書き終わらないまま、街で即興のシークエンスを撮影する形で制作した。シーンの多くは後で会話をダビングするつもりで、サイレントの16mmフィルム装備で撮影された。製作が進む中で、ウェルズは映画批評家のアンドレ・バザンに対し、自分の『ドン・キホーテ』は即興スタイルのサイレント・コメディ映画として作られているという見方を語った。
しかし、製作は資金問題で中止を余儀なくされた。資金を得ると、ウェルズは撮影場所をスペインに変更した。その間、子役だったマコーマックが成長してしまったので、マコーマック演じる少女のキャラクターは削除せざるをえなかった。
1960年代を通し、ウェルズはスケジュールと資金が許す限り、『ドン・キホーテ』の断片的な撮影を行った。『審判』の製作後の作業中さえも、時間を見つけてシークエンスの撮影を行った。ウェルズはドン・キホーテとサンチョ・パンサが現代に現れ、スクーター・飛行機・自動車・ラジオ・テレビ・ミサイルなどの発明品に困惑する、という表現を続けた。また、「新しい『ドン・キホーテ』の映画版に出演させるべくドン・キホーテとサンチョを雇う映画監督」の役として、ウェルズ自身の出番も増やした。
ウェルズは、核戦争下でドン・キホーテとサンチョを生き延びさせて、ウェルズ版『ドン・キホーテ』を締めくくるつもりだったが、このシークエンスが撮影されることはなかった。
製作があまりにも延びたため、1960年代後半には病気が深刻化していたレイグエラは、ウェルズに体調が悪化する前に出演シーンを撮り終えるよう頼んだ。ウェルズは、レイグエラのシーンを含めた全てのシーンを、レイグエラが1969年に死ぬまでに撮り終えることができた。

## 未完成
レイグエラの死後に撮影は終わったものの、ウェルズが『ドン・キホーテ』の完全版を送り出すことはなかった。企画の完了は果てしなく遅れ、ウェルズが企画のタイトルを『ドン・キホーテはいつ終わる?』（When Are You Going to Finish Don Quixote?）にしようか考えるほどだった。1985年に死去するまで、ウェルズは未完成の『ドン・キホーテ』を完成させると公然と語っていた。
1986年5月、『ドン・キホーテ』の断片フィルムが第39回カンヌ国際映画祭で初公開された。これはシネマテーク・フランセーズの収集係によって集められた、45分ほどのシーンとアウトテイクであった。

## Don Quixote de Orson Welles
1990年、スペインのプロデューサーのパトクシ・イリゴイェン（Patxi Irigoyen）と監督のジェス・フランコが、現存する『ドン・キホーテ』のフィルムに関する権利を得た。多くのソースから素材が提供され、その中にはクロアチア人女優のオヤ・コダールや、ウェルズの映画版『オセロ』でデズデモーナ役を演じたカナダ人女優のシュザンヌ・クルーティエなどもいた 。
しかし、イリゴイェンとフランコはマコーマックの出演フィルムを得ることはできなかった。このフィルムには、騎士の戦いが出てくる映画を上映中の銀幕を、ドン・キホーテが破るシーンが含まれていた。このフィルムを所有していたのはイタリアの映画編集者マウロ・ボナンニで、コダールとフィルムの権利を巡って法廷で争った。ボナンニはイリゴイェンとフランコの企画に所有するフィルムを加えることを拒んだ。だが後に、ボナンニはイタリアのテレビでいくつかのシーンを放映することを許可している。最終的に、2017年6月に裁判はボナンニの敗訴及び上告却下で終わり、彼はフィルムをコダールに引き渡す事態となった。
ウェルズのフィルムを統合する際に、イリゴイェンとフランコはいくつかの問題に直面した。35mm、16mm、スーパー16mmの3つの異なる形式のフィルムが使われており、画質がバラバラだったのである。上映されていなかったことも足かせとなった。ウェルズは自身によるナレーションと主要な人物の対話が入った1時間のサウンドトラックを収録していたが、フィルムの他の部分は無音だった。ウェルズの未完の作業で残された無音部分を埋めるべく、新しい脚本が作られ、声優があてられた。
イリゴイェンとフランコの作品は“Don Quixote de Orson Welles”（オーソン・ウェルズのドン・キホーテ）として、1992年カンヌ映画祭のプレミアで上映された。所見の反応の大部分は不評で、このバージョンがアメリカで劇場公開されることはなかった。2008年9月にアメリカで“Orson Welles' Don Quixote”として、イメージ・エンタテイメント（Image Entertainment）よりDVD版がリリースされた。